# Dicranomyia (Melanolimonia) moronis
Dicranomyia (Melanolimonia) moronis is een tweevleugelige uit de familie steltmuggen (Limoniidae). De soort komt voor in het Oriëntaals gebied.